# IC 2218
IC 2218 ist eine Galaxie vom Hubble-Typ S M im Sternbild Krebs auf der Ekliptik. Sie ist schätzungsweise 575 Millionen Lichtjahre von der Milchstraße entfernt.
Das Objekt wurde am 7. Februar 1896 von Stéphane Javelle entdeckt.